# Líderes en asistencias de la Liga Nacional de Baloncesto
La Liga Nacional de Baloncesto le otorga el premio al jugador con el mayor promedio de asistencias en un campeonato determinado. El premio es otorgado desde la temporada inaugural en 2005 de la liga cuando se denominaba Liga Dominicana de Baloncesto.
El dominicano José Fortuna fue el primer jugador en ganar el premio tras liderar la temporada inaugural con 5.4 asistencias por partido. El puertorriqueño Christian Dalmau fue el primer jugador extranjero en ganar el premio en 2011, cuando lideró la liga con 6.3 asistencias por partido. Richard Ortega es el jugador con más lideratos de asistencias con 3, siendo el único jugador en la historia de la Liga Nacional de Baloncesto en ganar 3 lideratos consecutivos. José Fortuna es el otro jugador en obtener el premio más de una vez con 2 ocasiones. En las 12 ediciones de la historia de la liga, el premio lo han ganado 5 dominicanos, 3 estadounidense y un puertorriqueño. A los 21 años de edad, José Fortuna es el jugador más joven en ser el líder de asistencias en la historia de la Liga Nacional de Baloncesto, con un promedio de 5.4 asistencias por partido en 2005. Mientras que a los 36 años y 6 días de edad, el puertorriqueño Christian Dalmau es el jugador más viejo con un promedio de 6.3 asistencias por partido en 2011.

## Líderes en asistencias
| 2005 | José Fortuna (1)                           | Constituyentes de San Cristóbal            | 21                                         | 113                                        | 5.4                                        |                                            |                                            |                                            |
| 2006 | José Fortuna (2)                           | Constituyentes de San Cristóbal            | 22                                         | 121                                        | 5.5                                        |                                            |                                            |                                            |
| 2007 | Richard Ortega (1)                         | Indios de San Francisco de Macorís         | 23                                         | 120                                        | 5.2                                        |                                            |                                            |                                            |
| 2008 | Richard Ortega (2)                         | Indios de San Francisco de Macorís         | 19                                         | 159                                        | 8.4                                        |                                            |                                            |                                            |
| 2009 | No hubo torneo                             | No hubo torneo                             | No hubo torneo                             | No hubo torneo                             | No hubo torneo                             | No hubo torneo                             | No hubo torneo                             | No hubo torneo                             |
| 2010 | Richard Ortega (3)                         | Indios de San Francisco de Macorís         | 9                                          | 41                                         | 4.6                                        |                                            |                                            |                                            |
| 2011 | Christian Dalmau                           | Titanes del Distrito Nacional              | 12                                         | 76                                         | 6.3                                        |                                            |                                            |                                            |
| 2012 | Kelvin Peña                                | Huracanes del Atlántico                    | 16                                         | 88                                         | 5.5                                        |                                            |                                            |                                            |
| 2013 | Walker Russell Jr.                         | Leones de Santo Domingo                    | 14                                         | 54                                         | 3.9                                        |                                            |                                            |                                            |
| 2014 | Mario Little                               | Cañeros del Este                           | 12                                         | 45                                         | 3.8                                        |                                            |                                            |                                            |
| 2015 | Ronnie Taylor                              | Soles de Santo Domingo Este                | 20                                         | 99                                         | 5.0                                        |                                            |                                            |                                            |
| 2016 | Danilo Núñez                               | Soles de Santo Domingo Este                | 18                                         | 93                                         | 5.2                                        |                                            |                                            |                                            |
| 2017 | Juan Coronado                              | Reales de La Vega                          | 14                                         | 91                                         | 6.5                                        |                                            |                                            |                                            |
| 2018 | Juan Miguel Suero                          | Indios de San Francisco de Macorís         | 18                                         | 105                                        | 5.8                                        |                                            |                                            |                                            |
| 2019 | Adris de León                              | Metros de Santiago                         | 13                                         | 72                                         | 5.5                                        |                                            |                                            |                                            |
| 2020 | No hubo torneo por la pandemia de COVID-19 | No hubo torneo por la pandemia de COVID-19 | No hubo torneo por la pandemia de COVID-19 | No hubo torneo por la pandemia de COVID-19 | No hubo torneo por la pandemia de COVID-19 | No hubo torneo por la pandemia de COVID-19 | No hubo torneo por la pandemia de COVID-19 | No hubo torneo por la pandemia de COVID-19 |
| 2025 | Jayson Valdez                              | Leones de Santo Domingo                    | 14                                         | 117                                        | 8.4                                        |                                            |                                            |                                            |